# Felixkirk
Felixkirk är en ort och civil parish i Storbritannien.   Den ligger i grevskapet North Yorkshire och riksdelen England, i den centrala delen av landet, 300 km norr om huvudstaden London. Felixkirk ligger 119 meter över havet och antalet invånare är 104.
Terrängen runt Felixkirk är platt åt sydväst, men åt nordost är den kuperad. Runt Felixkirk är det ganska tätbefolkat, med 65 invånare per kvadratkilometer. Närmaste större samhälle är Thirsk, 4,6 km sydväst om Felixkirk. Trakten runt Felixkirk består i huvudsak av gräsmarker.